# Te Whiti-o-Rongomai
Te Whiti-o-Rongomai III, född cirka 1830, död i november 1907, var en maorisk spirituell ledare och grundare av byn Parihaka på Nya Zeeland.
Från cirka 1840 var Nya Zeeland en koloni inom det Brittiska imperiet. Britternas styre var våldsamt, och under sina 50 första år på Nya Zeeland dödade britterna över 60% av den maoriska befolkningen.
På 1860-talet (enligt vissa källor redan 1840) grundade Te Whiti byn Parihaka. Byn blev en central punkt inom det maoriska samhället, efter att dessas land stulits av den brittiska kolonialregeringen i andra delar av Nya Zeeland.
I maj 1879 påbörjade kolonialregeringen en kampanj för att konfiskera ytterligare land från maorier. Te Whiti svarade då, tillsammans med byborna i Parihaka, med ett ickevåldsligt motstånd för att få behålla marken. Den 5 november 1881 invaderades byn Parihaka av regeringssoldater. Byborna mötte dem sittande på marken. Te Whiti arresterades tillsammans med andra ledare, och han satt häktad utan rättegång i 16 månader.
Te Whiti har kallats för en nyzeeländsk Gandhi. Det sägs också att Gandhi hörde talas om Te Whiti och kan inspirerats av dennes metoder.